# Monocephalus
Monocephalus és un gènere d'aranyes araneomorfas de la subfamília Erigoninae, dins de la família Linyphiidae. Es poden trobar a Europa.
Fou descrit per primera vegada per F. P. Smith l'any 1906.

## Llista d'espècies
Segons The World Spider Catalog 12.0:
- Monocephalus castaneipes (Simon, 1884)
- Monocephalus fuscipes (Blackwall, 1836) (Espècie tipus)